# Омден
Омден (нім. Ohmden) — громада в Німеччині, знаходиться в землі Баден-Вюртемберг. Підпорядковується адміністративному округу Штутгарт. Входить до складу району Есслінген.
Площа — 5,55 км2. Населення становить 1734 ос. (станом на 31 грудня 2020).